# Renato Bartilotti
Renato Bartilotti, (Villahermosa, 11 de junio de 1976) es un actor mexicano de telenovelas.

## Biografía
Después de terminar sus estudios en el Centro de Educación Artística (CEA), Renato Bartilotti comenzó su carrera como actor en la telenovela Mi pequeña traviesa , producida por Pedro Damián, en la que interpretó a un personaje apodado "El sopas".
Su primer papel estelar fue en Locura de amor, junto a Adriana Nieto y Juan Soler; simultáneamente se unió a la producción musical de Primer amor, telenovela para la cual pudo insertar tres temas en su banda sonora oficial.
Renato Bartilotti ha participado en muchas otras telenovelas como Luis de Llano en Canción de Amor y Emilio Larrosa en Soñadoras. Posteriormente ingresó a Toma Libre junto a Facundo, donde brindó entrevistas en inglés. Su última aparición ha sido en el anfitrión de Día de perros como líder del programa y pasando a formar parte del equipo creativo junto a los productores, llevándolo a los más altos niveles de índice de audiencia. Luego se asoció con su amigo el actor Kristoff Raczynski (de la exitosa película Matando Cabos ) y juntos crearon "Malogato Films" y desarrollaron el guion llamado "Y Tu Papá También", un guion de parodia inteligente y divertido de películas de todo el mundo (en su mayoría mexicanas). Lo produjeron junto con muchos otros proyectos para Telehit. Estos proyectos debían lanzarse en 2007.
En el 2008 participó en el programa de televisión Mujeres asesinas.

## Filmografía

### Televisión
- Como dice el dicho (2012) - Manuel
- Los simuladores (2009)
- Mujeres asesinas (2008) - Teniente Camacho
- Plaza Sésamo (2008) - Peluquero
- Lola, érase una vez (2007-2008) - Claudio Bonilla
- S.O.S.: Sexo y otros secretos (2007) - Bruno
- Día de perros (2004)
- Toma libre (2002)
- Primer amor a mil por hora (2000-2001)
- Locura de amor (2000) - Mauro Rodari
- Soñadoras (1998-1999)  - Gabriel
- Mi pequeña traviesa (1997-1998) - El Sopas
- Pueblo chico, infierno grande (1997)
- Canción de amor (1996)

### Cine
- Cuatro lunas (2014) - Doctor
- Año nuevo (2012) - Alejandro
- Aurora boreal (2007) - Rábano